# Arrenga de Malabar
L'arrenga de Malabar (Myophonus horsfieldii) és una espècie d'ocell paseriforme de la família dels muscicàpids. Es troba a l'Índia, als Ghats occidentals i muntanyes adjacents de l'Índia peninsular, inclosos parts de Ghats orientals i de l'Índia central. Sol frequentar el sotabosc i als densos boscos fluvials. El seu estat de conservació es considera de risc mínim.